# César Brodermann
César Brodermann (Ciudad de México, 1995) es un coreógrafo, bailarín contemporáneo, director y fotógrafo mexicano. En 2018 se convirtió en el primer bailarín mexicano en ser parte de la Compañía de Danza Batsheva, y en 2023 ganó el Premio Nacional de Danza Guillermo Arriaga en México.

## Biografía y carrera artística
Brodermann nació el 21 de julio de 1995 en la Ciudad de México. A temprana edad mostró interés en la danza y las artes escénicas, consiguiendo roles en series de televisión mexicana como La Academia y Capadocia. En 2014 se muda a Nueva York donde estudia danza contemporánea en el programa de formación artística del Peridance Capezio Center, graduándose con honores en 2016.
Entre 2016 y 2018 formó parte de la reconocida compañía neoyorquina Gallim Dance, interpretando piezas en recintos como el Museo Metropolitano de Arte, el New York City Center, entre otros lugares de Estados Unidos.
En 2018 apareció en el cortometraje Are you holding me, or am I holding myself?, el cual también dirigió y produjo. El film fue proyectado en festivales de Canadá, Estados Unidos, Escocia y Europa. Fue incluido en la Selección Oficial de los Art Film Corner y Short Film Corner del Festival de Cannes en Francia. Ese mismo año se muda a Tel Aviv, convirtiéndose en el primer bailarín mexicano dentro de la Compañía de Danza Batsheva. Allí, además de interpretar repertorio, se certifica en el lenguaje de movimiento Gaga del coreógrafo Ohad Naharin. Un año después, en 2019, presentó su primer creación multidisciplinaria Proximidad en la Universidad de la Comunicación.
En 2022 regresó a vivir a México presentando Borderline para la inauguración del Festival Internacional de Danza Contemporánea en la Ciudad de México. Ese año forma la compañía Aterno y desarrolla una nueva creación, Ningún Lugar A Donde Ir, la cual se estrena en 2023 y recibe el Fomento a Proyectos y Conversiones Culturales del Fondo Nacional para la Cultura y las Artes. En noviembre de 2023 ganó el Premio Nacional de Danza Guillermo Arriaga con la pieza El concreto es eterno.
En abril de 2024 coreografía Prêt-à-Patria, una pieza de la diseñadora Bárbara Sánchez-Kane presentada en la Bienal de Venecia de ese año. Posteriormente, Aterno estrena en septiembre la pieza Traslado Permanente en la explanada del Museo Universitario Arte Contemporáneo en la Ciudad Universitaria de la UNAM en la Ciudad de México. La pieza fue acreedora del Estímulo Fiscal a Proyectos de Inversión en la Producción Teatral Nacional (EFIARTES) 2024.
En 2025 estrenará Regreso, una pieza inspirada en el juego y la infancia en el Teatro de la Ciudad Esperanza Iris en la Ciudad de México.

## Creaciones
- Proximidad, 2019
- Self Reflection, 2020
- Protecting Time, 2021
- Borderline, 2022
- How to climb a mountain, 2023
- Ningún Lugar A Donde Ir, 2023
- El concreto es eterno, 2023
- Traslado Permanente, 2024

## Premios y reconocimientos
- 2018 - Selección Oficial del Short Film Corner, Cannes Film Festival, Francia
- 2023 - Premio Nacional de Danza Guillermo Arriaga, México
- 2023 - Programa de Fomento a Proyectos y Coinversiones Culturales del FONCA, México
- 2024 - Estímulo Fiscal a Proyectos de Inversión en la Producción Teatral Nacional (EFIARTES), México

## Filmografía
| Año  | Título                                      | Papel               | Notas                                         |
| ---- | ------------------------------------------- | ------------------- | --------------------------------------------- |
| 2012 | Capadocia                                   | Alejandro           | Serie de televisión, 2 episodios              |
| 2017 | What If                                     | The Fool            | Cortometraje                                  |
| 2018 | Are you holding me, or am I holding myself? | Bailarín            | Cortometraje. Director y Productor ejecutivo. |
| 2018 | Still Waiting In The Wings                  | Central Park Dancer | Película                                      |
| 2021 | Dancin' Alive                               | Yellow              | Cortometraje                                  |